# Navy-Wright NW
Dimensions
Dimensions
Le Navy-Wright série NW, aussi appelé le Mystery Racer, est un avion de course construit par Wright Aeronautical Corporation à la demande de l'US Navy. Bien que novateur, ce prototype fut perdu avant de prouver son véritable potentiel.

## Conception et développement
Au début des années 1920, la Marine américaine demanda à la Wright Aeronautical Corporation de concevoir un moteur basé sur le Lawrance J-1 pour remplacer le Liberty L-12. Le résultat fut le Wright T-2, un moteur 12 cylindres à refroidissement liquide d'une puissance de 650 ch. À cette époque aucun avion existant ne pouvait utiliser correctement ce moteur. Le Bureau de l'Aéronautique de l'US Navy conçu donc une cellule pour accueillir ce nouveau moteur.
Le commandant Jerome C. Hunsaker, chef du Bureau de la conception aéronautique de la Navy, fut chargé de concevoir l'avion. Deux exemplaires furent commandés (A-6543 et A-6544), et Wright construisit l'avion à Long Island City, New York, dans une usine louée à la Chance Vought Corporation. Le premier prototype A-6543, désigné Navy-Wright NW-1, fut conçu et construit en trois mois seulement, et vola pour la première fois le 11 octobre 1922. Quelques jours seulement après, le 14 octobre, il fut inscrit au Pulitzer air race à Selfridge Field, dans le Michigan. L'avion construit relativement secrètement, avec quelques détails divulgués à la presse, et en raison du manque d'information et son inscription à la course à la dernière minute, fit que la presse surnomma l'avion le Mystery Racer.
Le Navy-Wright NW-1 était de conception non conventionnelle de type streamline. C'était un sesquiplan avec les deux roues principales carénées dans l'aile inférieure et un contreventement minimisé afin de réduire la traînée. Les radiateurs Lamblin étaient suspendus sous le fuselage profilé au-dessus du train principal et un contreventement de fil était incorporé pour l'aile principale et le stabilisateur, montés sur le fuselage central. La grande aile supérieure était située à peu près à mi-hauteur sur le fuselage et l'aile inférieure beaucoup plus petite alignée sur le train principal. Le train principal était recouvert de carénages serrés avec peu de garde au sol. Le fuselage était fait d'un cadre en tube d'acier recouvert de métal à l'avant du poste de pilotage, le reste du fuselage étant recouvert de tissu. L'aile supérieure était recouverte de contreplaqué sur le longeron arrière. Le reste de l'aile, y compris les ailerons, était recouvert de tissu. L'aile inférieure était quant à elle entièrement recouverte de contreplaqué.

## Historique opérationnel

### Pulitzer Trophy Races
Le NW-1 devant être conçu et construit en trois mois, ce délai serré combiné aux retards moteur signifiait que seul le premier avion (A-6543) serait terminé à temps pour la Pulitzer Trophy Races. Cela signifiait aussi qu'il n'y avait pas de temps pour tester l'avion. Une fois le moteur Wright T-2 installé (deuxième moteur de production fabriqué), le NW-1 fut mis en caisse et expédié à Selfridge Field, dans le Michigan, pour la course. Le 11 octobre 1922, soit trois jours avant la compétition, le lieutenant Lawson H. Sanderson pilote prévu lors de la course, effectua son premier vol qui dura 30 minutes. L'avion fut chronométré à 336 km/h. Sanderson signala que l'avion avait de bonnes caractéristiques de vol et qu'il n'y avait aucun problème. Le 14 octobre jour de la course, l'équipe dut dégager un chemin sur le terrain en herbe pour s'assurer qu'aucune irrégularité dans le sol n'interfèrerait avec les carénages de roue très bas du NW-1. Sanderson  fit monter l'avion et entra dans la course. Après 150 km de course sur 250 km, le NW-1 était à la cinquième place avec une moyenne de 299 km/h. Cependant, la température de l'huile avait atteint la limite supérieure de la jauge. Le bref vol d'essai n'avait pas révélé que le refroidisseur d'huile de l'avion était insuffisant. Sanderson trouvant l'indication déconcertante " fixa " temporairement le problème en couvrant la jauge avec son mouchoir. Ce qui bien sûr ne changea rien au problème. Quelques minutes plus tard, alors qu'il survolait le lac Sainte-Claire, Sanderson sentit l'huile brûlante du moteur en surchauffe et aperçut de la fumée derrière l'avion. Il quitta la course et se dirigea vers la piste la plus proche. En approchant de Gaulker Point, il vit la rive bondée de spectateurs. À ce moment-là, le moteur s'éteignit, donnant très peu d'options à Sanderson. Il se dirigea vers l'eau peu profonde, et quand il entra en contact avec la surface de l'eau, le NW-1 se retourna rapidement. Sanderson était maintenant sous l'eau, dans le cockpit, et coincé dans la boue. Pour sortir, il dut littéralement creuser son chemin. Sanderson s'en sorti indemne, mais le NW-1 fut détruit.

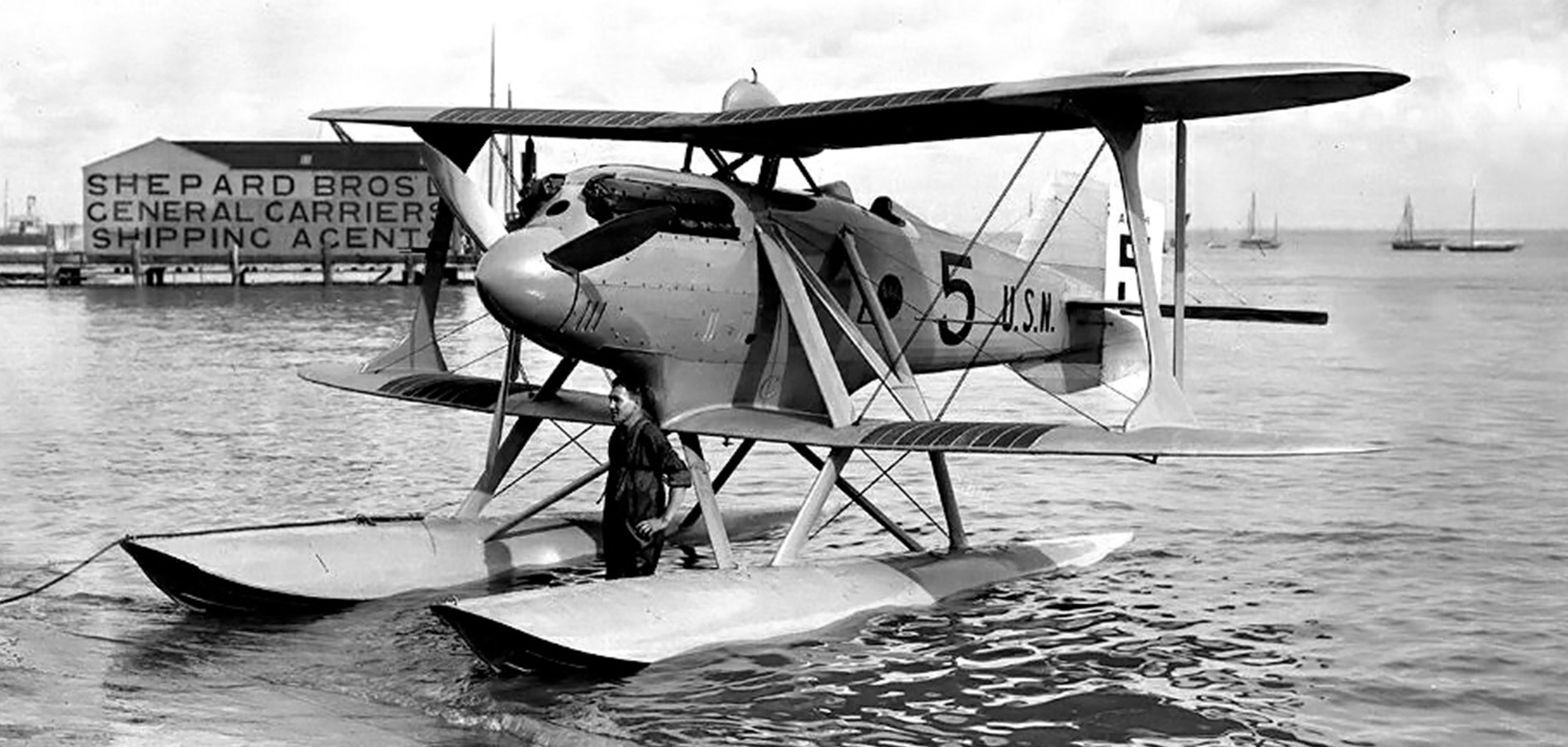
Marine-Wright NW-2 au cours des essais à Cowes, Île de Wight, 1923

### Coupe Schneider
Avec les dommages majeurs subis durant l'amerrissage forcé, l'US Navy eut recours à la cannibalisation de l'avion détruit pour fournir des pièces de rechange au deuxième prototype (A-6544) qui avait été retenu comme banc d'essai du moteur T-2.
De retour à Long Island City, A-6544 fut achevé le 22 décembre 1922. Cet avion différait légèrement de la version précédente avec un capot moteur modifié pour faciliter le refroidissement et les carénages de roue enlevés. En raison des modifications, certaines sources affirment que la désignation de l'aéronef fut changée en NW-2 à ce moment-là, mais la plupart ont continué à désigner l’appareil toujours en tant que NW-1. Confiant dans l'avion, Sanderson fit le premier vol, suivi d'un certain nombre d'autres, à Mitchel Field, New York, signalant que le problème du refroidissement s'était amélioré, mais qu'il continuerait d'être un problème par temps chaud. Il fut enregistré à une vitesse de 299 km/h à un régime moteur de seulement 1700 tr/min.
En janvier 1923, A-6544 fut emmené à l'usine de Wright à Paterson, New Jersey, où il subit une conversion majeure en hydravion et devint définitivement NW-2. Le plan était d'utiliser l'avion pour participer à la Coupe Schneider qui devait se tenir à Cowes sur l'île de Wight en septembre de la même année.
Les deux ailes simples d'origine furent changées par deux doubles ailes de même envergure, convertissant l'avion en biplan, deux flotteurs prirent la place du train d'atterrissage et des radiateurs d'aile de surface remplacèrent les Lamblins. La queue et le gouvernail de l'avion furent élargis et une extension ventrale ajoutée. En juillet 1923, NW-2 était l'hydravion le plus puissant au monde.
Le lieutenant Adolphus W. Gorton fut choisi comme pilote d'essais. Le NW-2 fut expédié à la Naval Aircraft Factory sur la rivière Delaware près de Philadelphie, Pennsylvanie, pour être testé. Le premier vol de l'hydravion eut lieu le 23 juillet 1923. Gorton signala que l'avion était lourd à la queue et qu'il créait des gerbes d'eau excessives sur l'eau. Des ajustements furent apportés comprenant notamment le remplacement de l'hélice bipale en bois de 2,59 m de diamètre par une unité métallique à trois pales de 2,29 m.
Les vols d'essai continuèrent et le 9 août 1923 Gorton fut chronométré à plus de 291 km/h. Le 18 août, le NW-2 et l'équipe américaine partirent pour l'Angleterre sur le SS Leviathan. Après s'être entretenue avec les pilotes des Curtiss CR-3 participant également à la Coupe Schneider, l'équipe Navy-Wright comprit que le NW-2 n'avait pas la vitesse nécessaire pour gagner. Il fut donc décidé de faire tourner le moteur Wright T-2 plus vite, à 2250 tr/min.
Arrivé en Angleterre, Gorton fit un vol d'essai qui se passa bien et fut chronométré à une vitesse non officielle de 328 km/h. Le 24 septembre 1923, le Lieutenant Frank Wead prit le NW-2  pour se familiariser avec le parcours de la course mais après 20 minutes de vol, à grande vitesse et à basse altitude, le moteur explosa. Des pièces volèrent dans toutes les directions, déchirant les flotteurs. L'avion s'écrasa dans les eaux du Solent et se retourna, projetant Wead dans l'accident. Indemne, il s'accrocha à des morceaux d'épave jusqu'à ce qu'un bateau le récupère . Comme le NW-1, le NW-2 fut complètement détruit après s'être écrasé dans l'eau. Les Curtiss CR-3 terminèrent premier et deuxième de la Coupe Schneider de 1923.
La série NW de Navy-Wright fut abandonnée après le naufrage du NW-2.

## Opérateurs
États-Unis
- US Navy